# Кращі
Кращі (словен. Krašči) — поселення в общині Цанкова, Помурський регіон, Словенія. Висота над рівнем моря: 225,2 м.